# Музей искусств Сантори
Музей искусств Сантори (англ. Suntory Museum of Art, яп. サントリー美術館) — художественный музей, расположенный в районе Акасака, г. Токио, Япония. Владельцем музея является компания «Сантори».

## История
Музей был основан в 1961 году президентом компании Сантори Кэйдзо Садзи.
До 2005 года музей располагался на верхних этажах штаб-квартиры компании Suntory. В 2005 году компания перенесла штаб-квартиру на остров Одайба, а музей открылся в 2007 году в архитектурном комплексе Tokyo Midtown в центре города. Автором проекта здания является японский архитектор Кэнго Кума.
Среди 3000 экспонатов, которыми владеет музей, — картины, керамика, одежда, лаковые миниатюры, некоторые из которых имеют статус «Важным культурным достоянием Японии», а ряд других — «Национальным сокровищем Японии».